# Союз-17
Союз-17 — космічний корабель (КК) серії «Союз». Перший політ на орбітальну станцію (ОС) Салют-4.

## Екіпаж
- Основний

Командир Губарєв Олексій Олександрович
Бортінженер Гречко Георгій Михайлович
- Дублерний

Командир Лазарєв Василь Григорович
Бортінженер Макаров Олег Григорович
- Резервний

Командир Климук Петро Ілліч, Ковальонок Володимир Васильович
Бортінженер Севастьянов Віталій Іванович, Пономарьов Юрій Анатолійович

## Політ
10 січня 1975 року о 21:43:37 UTC з космодрому Байконур запущено КК Союз-17 з екіпажем Губарєв/Гречко.
12 січня в 01:25 UTC КК Союз-17 зістикувався з ОС Салют-4.
16 січня екіпаж увімкнув сонячний телескоп і виявив, що головне дзеркало зруйнувалось прямим впливом сонячних променів, через відмову системи наведення.
24 січня припинила існування ОС Салют-3 (Алмаз-2).
До 3 лютого екіпаж розробив спосіб наведення телескопа з використанням стетоскопа, секундоміра, і шуму руху дзеркала, розташованого в корпусі станції.
7 лютого екіпаж почав консервацію станції.
9 лютого в 06:08 UTC КК Союз-17 відстикувався від ОС Салют-4.
9 лютого об 11:03:22 UTC КК союз-17 успішно приземлився за 110 км на північний схід від міста Цілиноград.